# Jevhen Smirnov
Jevhen Valerijovyč Smirnov (in ucraino Євген Валерійович Смірнов?; 16 aprile 1993) è un calciatore ucraino, centrocampista del KTS Weszło Varsavia.

## Carriera
Ha giocato nella prima divisione dei campionati moldavo, ucraino, bielorusso, kazako e lituano.